# Ґадомське
Ґадомське (пол. Gadomskie) — село в Польщі, у гміні Мишинець Остроленцького повіту Мазовецького воєводства.
Населення — 95 осіб (2011).
У 1975-1998 роках село належало до Остроленцького воєводства.

## Демографія
Демографічна структура станом на 31 березня 2011 року:
|          | Загалом | Допрацездатний вік | Працездатний вік | Постпрацездатний вік |
| -------- | ------- | ------------------ | ---------------- | -------------------- |
| Чоловіки | 46      | 18                 | 24               | 4                    |
| Жінки    | 49      | 10                 | 28               | 11                   |
| Разом    | 95      | 28                 | 52               | 15                   |